# Лейн, Дон
Дон Лейн (англ. Don Lane; настоящее имя — Мортон Дональд Исааксон; 13 ноября 1933, Нью-Йорк, США — 22 октября 2009, Сидней, Австралия) — американский и австралийский телеведущий ток-шоу и певец, автор одноимённого шоу, транслировавшегося на Nine Network в 1975—1983 годах. Известен своими выступлениями с Бертом Ньютоном.

## Семья и молодость
Родился 13 ноября 1933 года в Нью-Йорке. Отец Джейкоб — еврей, мать Долли — американская католичка, позже обратившаяся в иудаизм. Джейкоб Исааксон работал сержантом в полиции Нью-Йорка, а Долли была домохозяйкой. Лейн вырос в Бронксе, учился в средней школе ДеВитта Клинтона (там его одноклассниками были Джадд Хирш и Гарри Маршалл). К середине пубертата он решил, что хочет заниматься шоу-бизнесом (в особенности из-за влияния своей матери). Он стал исполнять песни во время посещения друзей своих родителей, рассказывать анекдоты. В школе Лейн играл в футбол и баскетбол — позже он получил стипендию за это в колледже Каламазу, где учился три года.

## Карьера
После школы Лейн вместе со своим лучшим другом создал коллектив «Донни и Герцог». Этим дуэтом они выступали в ночных клубах Нью-Йорка несколько месяцев, пока Дон не был призван в армию США в связи с исполнением 21 года. Там он служил в артиллерии и стал офицером. В армии он разыгрывал сценки вместе со своим товарищем Мюрреем Левайном (Исааксон играл роль гомосексуала, а его напарник — гетеросексуала; на основе этого они показывали разные комедийные ситуации). Позже они выиграли Всеармейский развлекательный конкурс, за что в 1955 году были приглашены на шоу Эда Салливана. Спустя год Лейн снова выиграл конкурс, но уже один. После службы он два года гастролировал по США.
Потом Исааксон снова начал выступать в ночных клубах Нью-Йорка. Именно в этот период он и принял сценический псевдоним — Дон Лейн — в честь своего коллеги Фрэнки Лэйна. Он также выступал в клубах Лос-Анджелеса и выставочных залах Лас-Вегаса. В Лос-Анджелесе Лейн работал актёром и даже снялся в рекламных роликах Coca-Cola: потом он заявил, что компания «оплачивала счета годами [за исполнение роли]». Вернувшись в Нью-Йорк, он выступал на свадьбах и вечеринках.
В 1964 году ему предложили контракт на роль главного исполнителя в ночном клубе Dunes в Гонолулу. Это было первое выгодное предложение такого рода, на которое он согласился. Лейн переехал на Гавайи и там встретил свою первую жену и танцовщицу Джин.

### 1965—1969: «Сегодня вечером с Доном Лейном»
В 1965-м ирландский комик Дэйв Аллен написал сценарий для ток-шоу на сиднейском телеканале TCN, однако позже был уволен. Продюсеры стали искать ему замену. Джон Коллинз посоветовался с популярным исполнителем Уэйном Ньютоном и получил рекомендацию рассмотреть кандидатуру Дона Лейну. Коллинз встретился с ним на Гавайях и сделал ему предложение стать телеведущим в Австралии.
Лейн согласился и отправил запись своего выступления руководству TCN-9. Ему предложили вести шоу в течение 6 недель. После ему продлили контракт с 6 недель до 40. В программе «Сегодня вечером с Доном Лейном» были комедийные скетчи, интервью с приглашёнными звёздами и артистами, музыкальные номера. Диктором был Майк Уолш, позже ставший ведущим собственного шоу.
В марте 1968 года Лейну было предъявлено обвинение за ввоз марихуаны в Австралию. Его задержали в аэропорту Сиднея и позже арестовали. Он утверждал о невиновности и подбросе наркотиков в карман куртки его бывшим деловым партнёром, пытавшемся отомстить. Его адвокат Маркус Эйнфельд сумел доказать невиновность Лейна по всем пунктам обвинения.

### Возвращение в США
В 1969 году, после расторжения контракта, он вернулся в США и выступал в ночных клубах Лас-Вегаса. Там он сыграл роль профессора Гарольда Хилла в постановке «Музыкант». Песни Trouble и Seventy-Six Trombones из этого мюзикла стали его фирменными мелодиями. Лейн снимался в комедийном шоу Wow Кена Берри в течение 3 месяцев.

## Личная жизнь
Лейн был женат на своём агенте Джейн Эмброуз: в браке с ней в Австралии родился Филипп Джейкоб. Он позже переехал в США, а затем несколько лет жил в Европе, играя в баскетбол. Пошёл по стопам отца и построил карьеру в шоу-бизнесе. В 2009 году Джейкоб вернулся в Сидней и заботился об отце. Лейн и Джейн развелись, но оставались хорошими друзьями всю жизнь.
В 2007 году Лейн выпустил автобиографию «Никогда не спорь с кружкой» (англ. Never Argue With a Mug). В книге он рассказывает о своей карьере и скандалах в шоу-бизнесе, в центре которых Лейн находился.
В июне 2008 года стало известно, что Лейн страдает от болезни Альцгеймера и несколько лет находится в лечебном учреждении. В Австралии многие с горечью восприняли эти новости. С 2003 года он не появился ни на одном публичном выступлении.

## Смерть
Дон Лейн умер из-за болезни Альцгеймера 22 октября 2009 года в Сиднее. За 18 месяцев до этого он переехал из своей квартиры в дом престарелых на востоке города. Через день после смерти состоялись похороны в еврейском стиле с участием близких родственников и друзей.